# Kolchis-Kultur
| Prähistorische Kulturen Russlands |                         |
| Mittelsteinzeit                   |                         |
| Kunda-Kultur                      | 7400–6000 v. Chr.       |
| Jungsteinzeit                     |                         |
| Bug-Dnister-Kultur                | 6500–5000 v. Chr.       |
| Dnjepr-Donez-Kultur               | 5500–4000 v. Chr.       |
| Sredny-Stog-Kultur                | 4500–3500 v. Chr.       |
| Jekaterininka-Kultur              | 4300–3700 v. Chr.       |
| Kammkeramische Kultur             | 4200–2000 v. Chr.       |
| Fatjanowo-Kultur                  | um 2500 v. Chr.         |
| Kupfersteinzeit                   |                         |
| Nordkaspische Kultur              |                         |
| Kurgankultur                      | 5000–3000 v. Chr.       |
| Samara-Kultur                     | um 5000 v. Chr.         |
| Chwalynsk-Kultur                  | 5000–4500 v. Chr.       |
| Botai-Kultur                      | 3700–3100 v. Chr.       |
| Jamnaja-Kultur                    | 3600–2300 v. Chr.       |
| Afanassjewo-Kultur                | 3500–2500 v. Chr.       |
| Ussatowe-Kultur                   | 3300–3200 v. Chr.       |
| Glaskowo-Kultur                   | 3200–2400 v. Chr.       |
| Bronzezeit                        |                         |
| Poltavka-Kultur                   | 2700–2100 v. Chr.       |
| Potapovka-Kultur                  | 2500–2000 v. Chr.       |
| Katakombengrab-Kultur             | 2500–2000 v. Chr.       |
| Abaschewo-Kultur                  | 2500–1800 v. Chr.       |
| Sintaschta-Kultur                 | 2100–1800 v. Chr.       |
| Okunew-Kultur                     | um 2000 v. Chr.         |
| Samus-Kultur                      | um 2000 v. Chr.         |
| Andronowo-Kultur                  | 2000–1200 v. Chr.       |
| Susgun-Kultur                     | um 1700 v. Chr.         |
| Srubna-Kultur                     | 1600–1200 v. Chr.       |
| Kolchis-Kultur                    | 1700–600 v. Chr.        |
| Begasy-Dandybai-Kultur            | um 1300 v. Chr.         |
| Karassuk-Kultur                   | um 1200 v. Chr.         |
| Ust-Mil-Kultur                    | um 1200–500 v. Chr.     |
| Koban-Kultur                      | 1200–400 v. Chr.        |
| Irmen-Kultur                      | 1200–400 v. Chr.        |
| Spätirmen-Kultur                  | um 1000 v. Chr.         |
| Plattengrabkultur                 | um 1300–300 v. Chr.     |
| Aldy-Bel-Kultur                   | 900–700 v. Chr.         |
| Eisenzeit                         |                         |
| Baitowo-Kultur                    |                         |
| Tagar-Kultur                      | 900–300 v. Chr.         |
| Nosilowo-Gruppe                   | 900–600 v. Chr.         |
| Ananino-Kultur                    | 800–300 v. Chr.         |
| Tasmola-Kultur                    | 700–300 v. Chr.         |
| Gorochowo-Kultur                  | 600–200 v. Chr.         |
| Sagly-Baschi-Kultur               | 500–300 v. Chr.         |
| Jessik-Beschsatyr-Kultur          | 500–300 v. Chr.         |
| Pasyryk-Stufe                     | 500–300 v. Chr.         |
| Sargat-Kultur                     | 500 v. Chr.–400 n. Chr. |
| Kulaika-Kultur                    | 400 v. Chr.–400 n. Chr. |
| Tes-Stufe                         | 300 v. Chr.–100 n. Chr. |
| Schurmak-Kultur                   | 200 v. Chr.–200 n. Chr. |
| Taschtyk-Kultur                   | 100–600 n. Chr.         |
| Tschernjachow-Kultur              | 200–500 n. Chr.         |

Die Kolchis-Kultur (16./15. bis 7. Jahrhundert v. Chr.) ist eine mittelbronzezeitliche bis früheisenzeitliche Kultur in der Kolchis-Niederung im heutigen Westgeorgien. Sie ist durch Siedlungen, Bestattungen und Depotfunde bekannt.

## Verbreitung
Die Kolchiskultur war in der Kolchis im Süden des Großen Kaukasus und an der Schwarzmeerküste im Nordosten der Türkei verbreitet.

## Chronologie
- Frühe Phase, 1600–1200 v. Chr.
- Späte Phase, 1200–800 v. Chr.

In der frühen Phase strahlte die Kultur bis nach Ostgeorgien aus, in der späteren Phase ging dieser Einfluss zurück und schließlich gelangten die östlichen Teile der Kolchis, Imeretien und Ratscha, in den Einflussbereich der eisenzeitlichen Kultur Ostgeorgiens.

## Siedlungen
Wichtige Fundorte:
- Namtscheduri bei Kobuleti-Pitschwinar
- Noachwamus
- Dicha-Gudsuba
- Naochwamu
- Nadshichu
- Namdewu

Die Siedlungen lagen meist auf erhöhten Plätzen, auch Siedlungshügeln (Tells). Diese waren von tiefen Gräben umgeben, die an den nächsten Fluss angebunden waren. Die Häuser waren aus Holz errichtet, teils auch aus Flechtwerk und Lehm. In Ratscha wurden auch Reste von Steinhäusern gefunden. Die Gebäude besaßen Satteldächer.

## Materielle Kultur
Die Keramik ist meist schwarzpoliert und ritzverziert. Typisch sind Hörnerhenkel. Tierfiguren aus Ton bilden vor allem Haustiere wie Rinder und Schafe ab.
Aus Bronze wurden breite Hacken und Keile gefertigt. Typisch sind ferner auch figürlich verzierte Äxte mit halbrunder Schneide und ovalem Schaftloch, die deutliche Beziehungen zur nordkaukasischen Koban-Kultur aufweisen. Auch Lanzenspitzen sind so verziert. Teilweise sind die Äxte auch mit einem plastisch ausgeformten Tier (Raubkatzen, Wölfe, Reiter) verziert. Eisen wird zuerst als Verzierung verwendet (Hort von Ude).

## Wirtschaftsweise
Es wurde Weizen, Roggen, Gerste und Hirse angebaut. Traubenkerne belegen den Weinbau. An Haustieren sind Rinder, Schafe, Ziegen und Schweine durch Knochenfunde belegt, bildliche Darstellungen zeigen auch den Haushund. Es wird angenommen, dass die sumpfige Phasis-Ebene durch die Anlage von Entwässerungskanälen nutzbar gemacht wurde.
Textilherstellung ist durch Reste von steinernen und tönernen Spinnwirteln und Wolltuch und Leinen belegt.

## Metallverarbeitung
Es wurde Antimonbronze, aber auch Zinnbronze verarbeitet. Kupferbergwerke der Kolchiskultur wurden am oberen Rioni bei Ghebi ausgegraben. Schlacken und Gussformen sind aber auch aus Siedlungen in der Tiefebene bekannt (Anaklia, Nosiri). Zentren der Bronzeverarbeitung waren das Çoruh-Tal und Ratscha-Letschumi. Auch in Qwirila und bei Satschchere lagen Zentren der Erzverarbeitung. Die Stollen wurden durch Steinwälle oder bewusst stehengelassene Felssäulen gestützt. Auch hölzerne Stützpfeiler wurden gefunden.

## Bestattungen
Die Bestattungsformen der Kolchis-Kultur variierten sehr stark. Im Gräberfeld von Brili fand man längliche Gruben, mit Steinplatten eingefasste Gräber und Brandplätze. Die Verstorbenen wurden meist in gestreckter Rückenlage bestattet. Auch Hocker mit angewinkelten Armen sind bekannt. Die verbrannten Toten wurden auf dem Kremationsplatz begraben. Aus Abchasien ist die Zweitbestattung in Gefäßen bekannt; vermutlich wurden die Leichname zuvor exkarniert, bis die Weichteile verwest oder von Tieren gefressen waren. In der Argonautensage wird berichtet, dass die Leichen von Männern von den Bäumen hingen. Auch der Historiker Wachuschti Bagrationi berichtet von diesem Brauch, der teilweise noch bis ins 19. Jahrhundert bei vom Blitzschlag getöteten angewendet wurde.
An Grabbeigaben fand sich vor allem gelber Ocker, der vermutlich das fehlende Sonnenlicht ersetzen sollte.

## Historische Deutung
Diakonov will die Kolchis-Kultur mit den Völkern des nordwestlichen Kaukasus in Verbindung bringen, den Adyghen (Zirkasso-Kabardianern), Ubychen, Abaza und Abchasiern. Greppin erwägt eine Verbindung mit den Hatti und den Kaška in den Bergen des nördlichen Anatoliens.